# ユニバーサル野球
ユニバーサル野球（ユニバーサルやきゅう）は、大型の野球盤を用いて行うインクルーシブスポーツのひとつ。また開発元である堀江車輌電装の商標名である。

## 概要
鉄道車両の整備を手掛ける堀江車輌電装により企画・開発され、障がいや野球経験の有無を問わず遊べる。一般的な野球場の約20分の1の大きさかつ野球盤（約60cm）の約10倍の大きさの、幅・奥行き5.2mの大型の野球盤を用いて行われる。
ユニバーサル野球は障がいのある人でも楽しめるというコンセプトのもとに考案された。きっかけは脳性まひで特別支援学校に通う野球好きの少年の「野球をやりたい」という願いであり、かねてより障がい者支援事業を行っていた堀江車輌電装により2017年に製作が開始された。試行錯誤の末、2019年に試作型が製作され、バージョンを三つ重ね、同年6月より同社の新事業としてスタートした。

## 仕組み
基本的な仕組みは通常の野球盤と同様であるが、本作は「障がい者でも楽しめるように」というコンセプトで製作されているため、操作に力を必要としないなど障がい者にやさしい設計となっている。
通常の野球盤と違って投球の機構はなく、ボールはホームベース上にあるボール台に置かれる仕組みとなっている。このボール台は回転台となっており、10秒から45秒で一周する。ボールは直径10cmのアルミ製のものが使用される。バッターボックスに設置されている専用のバットは軽い力で抜けるピンで固定されており、これにつながる紐を引っ張ってピンを抜くことでバットがスイングし、ボールを打てる。作動させるには1cmでも指や腕を動かすだけでよい。バットは開発時は木製であったが、ミズノの協力の下、金属製のものが採用されている。盤上は通常の野球盤同様、本塁打や二塁打、アウトなどの穴があり、また各塁やバックスクリーンは電工式となっている。
高さは60cmであるため、車椅子に座りながらのプレイが可能。ボールが飛び出さないようにするための壁（フェンス）は透明なものが採用され、座りながらでも中の様子を見られる。
強化ダンボールを主な材料として製作されているため軽量であるため、コンパクトに収納でき、車一台で搬送できるほか、約一時間で設営・撤収できるなどメリットに富む。基本的に屋内用であるが、埼玉県横瀬町の協力の下、木製の屋外用も開発されている。

## 球場
球場は屋外と屋内に分かれている。
- 縦・横・高さ 約4.8m×4.8m×30cm(屋外)
- 縦・横・高さ 約5.2m×5.2m×60cm(屋内)

## 活用
上記の通り、重い障がいを持った人でも楽しめる設計となっており、教育機関や企業など問わず、活用されている。開催時には実際にウグイス嬢による場内アナウンスが行われ、また現役のプロ野球選手を招いて対戦できるイベントが開催されるなど、好評を博している。